# Крюк, Мауриц
Мауриц Бургон Крюк (нидерл. Maurits Bourgon Crucq; род. 10 февраля 1968, Ворбург, Южная Голландия) — нидерландский хоккеист на траве, защитник. Олимпийский чемпион 1996 года, бронзовый призёр летних Олимпийских игр 1988 года, чемпион мира 1990 года, чемпион Европы 1987 года.

## Биография
Мауриц Крюк родился 10 февраля 1968 года в нидерландском городе Ворбург.
В 1985—1996 годах играл в хоккей на траве за «Клейн Звитсерланд», впоследствии — за ТМХК из Тилбурга.
В декабре 1986 года дебютировал в сборной Нидерландов.
В 1987 году завоевал золотую медаль чемпионата Европы в Москве.
В 1988 году вошёл в состав сборной Нидерландов по хоккею на траве на летних Олимпийских играх в Сеуле и завоевал бронзовую медаль. Играл на позиции защитника, провёл 7 матчей, забил 1 мяч в ворота сборной ФРГ.
В 1990 году завоевал золотую медаль чемпионата мира в Лахоре.
В 1996 году вошёл в состав сборной Нидерландов по хоккею на траве на летних Олимпийских играх в Атланте и завоевал золотую медаль. Играл на позиции защитника, провёл 6 матчей, мячей не забивал.
В течение карьеры провёл за сборную Нидерландов 132 матча, забил 12 мячей.
Окончил национальную авиационную школу. Работает пилотом гражданской авиакомпании в Нидерландах.